# پردازنده ویلو
پردازنده ویلو (انگلیسی: Willow processor) پردازنده کوانتومی ۱۰۵-کیوبیتی مبتنی بر ابررسانایی است که توسط گوگل توسعه یافته و در سانتا باربارا، کالیفرنیا تولید شده است. ویلو نخستین تراشه‌ای است که به تصحیح خطای کوانتومی زیر آستانه دست یافته است.

## پیشینه
در ۹ دسامبر ۲۰۲۴، تیم هوش مصنوعی کوانتومی گوگل (Google Quantum AI) پردازنده ویلو را در مقاله‌ای در نیچر و یک پست وبلاگی شرکت معرفی کرد و دو دستاورد را برای آن ادعا نمود: نخست، ویلو قادر است با افزایش تعداد کیوبیت‌ها، خطاها را به‌صورت نمایی کاهش داده و به تصحیح خطای کوانتومی زیر آستانه دست یابد. دوم، ویلو توانست یک وظیفه سنجشی نمونه‌برداری از مدار تصادفی (RCS) را در مدت ۵ دقیقه تکمیل کند؛ وظیفه‌ای که سریع‌ترین ابررایانههای کنونی برای انجام آن به ۱۰ سپتیلیون (۱۰۲۵) سال زمان نیاز دارند.
ویلو یا بید (Willow) پس از انتشار فاکس‌تیل یا دم روباهی (Foxtail) در سال ۲۰۱۷، بریستل‌کون یا کاج زبرمیوه (Bristlecone) در سال ۲۰۱۸ و سیکامور یا چنار (Sycamore) در سال ۲۰۱۹ عرضه شد. ویلو دارای دو برابر تعداد کیوبیت‌های سیکامور بوده و زمان همدوسی T1 را از ۲۰ میکروثانیه در سیکامور به ۱۰۰ میکروثانیه بهبود می‌بخشد. این پردازنده با ۱۰۵ کیوبیت، به‌طور میانگین اتصال‌پذیری ۳٫۴۷ دارد.

## ویژگی‌ها
ویلو از آرایه‌ای مربعی از کیوبیت‌های فیزیکی مبتنی بر ترانزمون ابررسانا ساخته شده است. پیشرفت‌های این پردازنده نسبت به نمونه‌های پیشین به بهبود فناوری‌های ساخت، مهندسی نسبت مشارکت، و بهینه‌سازی پارامترهای مداری نسبت داده شده است.
این پردازنده باعث ایجاد امیدواری در تسریع کاربردهای کوانتومی در حوزه‌هایی همچون داروسازی، علم مواد، لجستیک، کشف دارو، و تخصیص منابع شبکه انرژی شده است. رسانه‌های عمومی در واکنش به آن، به خطرات احتمالی آن در ارتباط با الگوریتم شور اشاره کردند، اما سخنگوی گوگل اعلام کرد که همچنان دست‌کم ۱۰ سال تا شکستن آراس‌ای فاصله دارند. هارتموت نون، بنیان‌گذار و سرپرست هوش مصنوعی کوانتومی گوگل، به بی‌بی‌سی گفت که ویلو برای کاربردهای عملی مورد استفاده قرار خواهد گرفت، و در پست اعلامیه‌ای خود ابراز داشت که هوش مصنوعی پیشرفته از رایانش کوانتومی بهره‌مند خواهد شد.
هارتموت نوون، بنیان‌گذار هوش مصنوعی کوانتومی گوگل، با ادعای خود مبنی بر اینکه موفقیت ویلو «اعتبار بیشتری به این نظریه می‌بخشد که محاسبات کوانتومی در جهان‌های موازی بسیاری رخ می‌دهد، مطابق با این ایده که ما در یک چندجهانی زندگی می‌کنیم، نظریه‌ای که نخستین بار توسط دیوید دویچ مطرح شد»، بحث‌برانگیز شد.